# Crustomyces
Crustomyces là một chi nấm thuộc họ Cystostereaceae. Chi này phân bố rộng khắp và có ba loài.